# 瑞華 (小惑星)
瑞華（ジュエワ、139 Juewa）は小惑星帯の小惑星である。1874年10月10日、金星の太陽面通過の観測のために北京を訪れていたアメリカの天文学者ジェームズ・クレイグ・ワトソンが発見し、中国で発見された最初の小惑星となった。ワトソンが清の皇族である奕訢（恭親王）に命名を頼んで「瑞華星」と命名され、当時の表記法でJuewaと音訳された。